# Pierre Méchain
Pierre François André Méchain (Laon, Francia, 16 de agosto de 1744-Castellón de la Plana, España, 20 de septiembre de 1804) fue un astrónomo y geógrafo francés. Es conocido por haber descubierto 8 cometas y 26 objetos del cielo profundo, así como por haber tomado parte en numerosas expediciones, cuya mayor contribución fue la medición del metro junto con Delambre.

## Biografía
Hijo del arquitecto Pierre François Méchain, fue inculcado a ejercer la misma profesión que su padre, para lo que estudió matemáticas y física, pero debido a problemas económicos tuvo que abandonar sus estudios. Su talento fue percibido por Joseph Lalande, que lo contrató como asistente hidrográfico del departamento de mapas y gráficos de la Marina Francesa, en Versalles. El 4 de noviembre de 1777 contrajo matrimonio con Barbe Thérèse Marjou, en ese mismo año tuvieron un hijo llamado Jérôme Isaac, que también sería astrónomo como su padre; otro hijo y una hija.
En 1782 es admitido en la Academia de Ciencias de Francia, donde fue el encargado del reconocimiento del tiempo en 1788 y de varias expediciones geodésicas entre 1792 y 1795, año en que entró en el Bureau des Longitudes encargado de establecer el sistema métrico decimal.
También se dedicó a investigar en el campo de la astronomía, dedicando parte de su vida a realizar observaciones astronómicas detalladas.
Falleció en Castellón de la Plana, el 20 de septiembre de 1804, en la casa solariega de Fausto Vallés, Barón de la Pobla, debido al paludismo contraído en las marismas del Puig, al norte de Valencia, mientras se encontraba en España trabajando en la medida del arco de meridiano Barcelona-Baleares, siendo enterrado en el Cementerio del Calvario, actualmente el Parque Ribalta de la ciudad española.

## Observaciones astronómicas
En 1774 se encontró con Charles Messier y ambos trabajaron en el Hôtel de Cluny catalogando estrellas. En este periodo de colaboración entre los dos astrónomos, descubrió muchos objetos de los que Messier comprobaba posteriormente su posición. Algunos de los objetos catalogados por Messier son descubrimientos de Méchain, tales como M104, M105, M106 y M107.
Actuó en innumerables expediciones sobre la costa francesa y en 1774 pudo observar la ocultación de Aldebarán por la luna, tras lo que presentó una memoria a la academia de ciencias de París.
Méchain hizo descubrimientos de nuevos cometas a partir de 1781 y mediante sus conocimientos matemáticos logró calcular sus órbitas. En siglos anteriores, esta actividad había sido muy intensa durante el periodo de 1532 a 1661. Algunos de sus descubrimientos fueron asignados a otros astrónomos, como el descubrimiento del cometa Encke (redescubierto años después por Johann Encke).
Fue astrónomo titular del Observatorio de París entre 1800 y 1804.

## Observaciones geográficas
En 1787 Méchain colaboró con Legendre en la medida precisa de la longitud entre París y Greenwich. Estos dos científicos visitaron en numerosas ocasiones a William Herschel en su observatorio astronómico en Slough (Inglaterra) en el mismo año.
Fue destinado a España para precisar las medidas de este meridiano. Durante una breve estancia en Barcelona, notó un pequeño desvío de tres segundos en un arco del meridiano de Dunkerque-Barcelona. A su llegada a Castellón, se incorporó a un gabinete local liderado por Fausto Vallés encargado de fijar el meridiano 0º de la Tierra, a partir del cual nacería el metro como unidad de medida.

## Publicaciones
- "Base del Sistema Métrico Decimal" junto a Jean Baptiste Joseph Delambre (1806).